# 塔氏盲電鰩
塔氏盲電鰩（學名：Typhlonarke tarakea），又稱塔氏盲電鱝，為軟骨魚綱電鰩目單鰭電鰩科盲電鰩屬的一種，分布於西南太平洋紐西蘭海域，為特有種，深度65至900公尺，本魚體盤呈卵圓形，向後逐漸變細，邊緣非常厚，眼睛很小，位於皮膚表面以下2-3公分處，氣孔跟隨眼睛，呈橢圓形，邊緣光滑，鼻孔緊密相連，外緣捲曲，幾乎形成管狀，內緣擴張，形成肉質的裙狀簾，任一顎的牙齒數量為11排，並以梅花形排列，有五對短而彎曲的鰓縫，第一對和第五對比其他對小，腹鰭後部與胸鰭平滑地融合，單一背鰭具有圓形邊緣，尾巴短而粗，兩側有些微的側向皮膚褶皺，末端有一個近乎圓形的尾鰭，體上方呈深棕色，嘴巴和鼻孔周圍的區域及腹面是白色，體長可達35公分，棲息在沿海沙泥底質海域，為底棲性魚類，屬肉食性，以多毛類為食，體內的發電器官，可能用來防禦或捕食，胎生，生活習性不明。